# باکتریوری

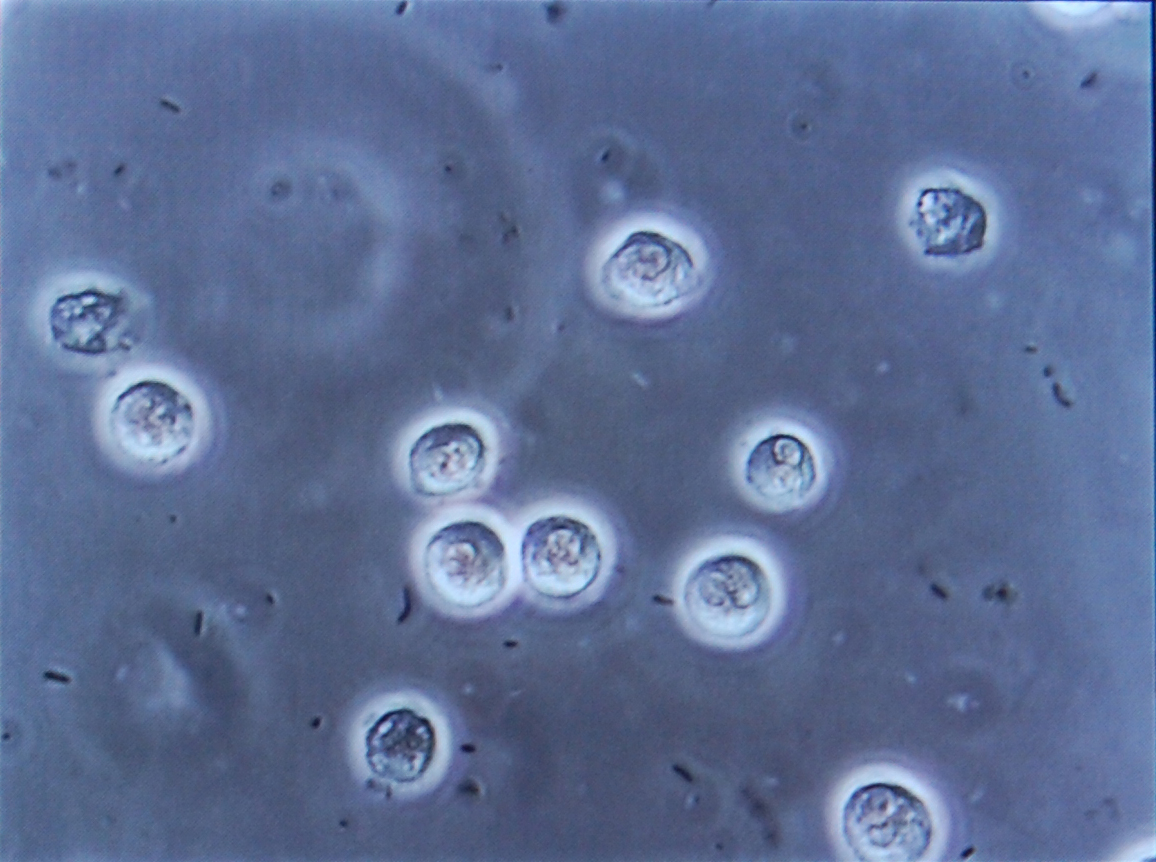
تصویر باکتریوری

باکتریوری یا باکتری‌میزی به هرگونه کلونیزه شدن باکتری‌ها در دستگاه ادراری گفته می‌شود. باکتریوری علامت‌دار  عبارت است از کلونیزه شدن باکتری‌ها در ادرار که باعث علائم ادراری یا علائم سیستمیک شده‌است و می‌تواند در دستگاه ادراری فوقانی رخ دهد (پیلونفریت) یا دستگاه ادراری تحتانی را درگیر کند. (التهاب مثانه و التهاب پیشاب‌راه)
باکتریوری بدون علامت به کلونیزه شدن قابل توجه باکتریایی در دستگاه ادراری تحتانیبدون ایجاد علائم گفته می‌شود. ساده‌ترین روش تشخیص باکتریوری در ادرار، دیده شدن {\displaystyle 10^{5}} کلونی از یک نوع باکتری در کشت ادرار است که نمونهٔ آن با توجه به دستور صحیح جمع‌آوری نمونهٔ ادرار، جمع‌آوری شده‌است.

## باکتریوری بدون علامت در بارداری
شواهد اخیر نشان می‌دهند که در زنان باردار شمارش کلونی‌های پایین‌تر از {\displaystyle 10^{5}} هم ممکن است نشانگر عفونت فعالی باشد که می‌تواند منجر به بروز پیلونفریت در زنان باردار گردد.
شیوع باکتریوری بدون علامت در زنان باردار، مشابه زنان غیر باردار است و تقریباً بین ۲٪ تا ۱۴٪ در نقاط مختلف تغییر می‌کند.
عوامل مساعدکنندهٔ باکتریوری بدون علامت در زنان باردار عبارت‌اند از وضعیت پایین اقتصادی-اجتماعی، بالا رفتن سن، چندزا بودن، رفتارهای خاص جنسی و عفونت‌های متعدد ادراری در کودکی. همچنین شیوع عفونت ادراری بدون علامت در بین مبتلایان به بیماری‌های خاص مثل دیابت شیرین و کم‌خونی داسی‌شکل، بیماری‌های سرکوب‌کنندهٔ ایمنی مانند ایدز، آنومالی‌های مجاری ادراری و آسیب‌های نخاعی هم بالا است. وقوع عفونت ادراری پیش از بارداری پیش‌بینی‌کنندهٔ یک تشخیص باکتریوری بدون علامت در اولین مراقبت بارداری گردد.